# Герб комуни Карлскуга
Герб комуни Карлскуга (швед. Karlskoga kommunvapen) — символ шведської адміністративно-територіальної одиниці місцевого самоврядування комуни Карлскуга. 

## Історія
Герб міста Карлскуга отримав королівське затвердження 1940 року. 
Після адміністративно-територіальної реформи, проведеної в Швеції на початку 1970-х років, муніципальні герби стали використовуватися лишень комунами. Цей герб був 1971 року перебраний для нової комуни Карлскуга.
Герб комуни офіційно зареєстровано 1974 року.

## Опис (блазон)
У синьому полі скошені навхрест дві золоті гармати дулами вгору, навколо них — чотири такі ж алхімічні знаки заліза. 

## Зміст
Алхімічний знак і гармати вказують на видобуток заліза та розвинуту металургійну галузь.